# Bogdan Aurescu
Bogdan Lucian Aurescu (Bukarest, 1973. szeptember 9. –) román jogász, diplomata, 2014-5 között, és 2019 november 4. óta Románia külügyminisztere.

## Életrajz
A román külügyminisztérium államtitkára volt 2009–2014 között, valamint a Bukaresti Egyetem professzora. 2014 novembere és 2015 novembere között román külügyminiszter volt.
2004–2009 közt Aurescu volt Románia vezető jogtanácsosa a vitatott román-ukrán Fekete-tengeri határok miatti peres eljárásban, melyben 2009. február 3-án hozott ítéletet a Nemzetközi Bíróság.

## Külső hivatkozások
- Bogdan Lucian Aurescu a román külügyminisztérium weboldalán

## Fordítás
- Ez a szócikk részben vagy egészben  a   Bogdan Aurescu című angol Wikipédia-szócikk ezen változatának fordításán alapul.  Az eredeti cikk szerkesztőit annak laptörténete sorolja fel. Ez a jelzés csupán a megfogalmazás eredetét és a szerzői jogokat jelzi, nem szolgál a cikkben szereplő információk forrásmegjelöléseként.